# Llista de doctors honoris causa per la Universitat Rovira i Virgili
Llista de persones investides com a doctors honoris causa per la Universitat Rovira i Virgili (actualitzada a juliol de 2016).
- Géza Alföldy (2009)
- Xavier Amorós i Solà (2004)
- Antoni M. Badia i Margarit (1994)
- Josep Antoni Baixeras i Sastre (2004)
- Lluís Barraquer i Bordas (2003)
- Miquel Batllori (2002)
- Josep Benet i Morell (2001)
- Georges Boulon (2012) (físic)
- Josep M. Bricall i Masip (1994)
- Rosa Maria Calaf (2008)
- Vinton G. Cerf (2000)
- Noam Chomsky (1998)
- Jamal Deen (2014) (enginyer)
- Lluís Delclòs i Soler (1995) (metge)
- Hugh Scott Fogler (2016) (enginyeria química)
- Josep Fontana (2010)
- Margaret J. Geller (2009)
- Jaume Gil i Aluja (1997)
- Joan Guinjoan i Gispert (1999)
- Philip Douglas Jones (2012) (ciències ambientals)
- Piet van Leeuwen (2009) (químic)
- Amin Maalouf (2006)
- Jean-Paul Malrieu (2013) (químic quàntic)
- Ramón Martín Mateo (2007)
- Federico Mayor Zaragoza (2013)
- Eduardo Luis Menéndez Spina (2009) (antropòleg mèdic)
- Luis A. Oro (2015) (enginyeria química)
- Ángel Carlos Pellicer i Garrido (1997)
- Joan Perucho i Gutiérrez (1995)
- Paul Preston (2015)
- Joaquim M. Puyal (2010)
- Josep Mª Recasens (2011)
- Amartya Sen (2004)
- Gayatri Spivak (2011)
- Josep Subirats i Piñana (2004)
- Antoni Tàpies i Puig (1994)
- Miguel A. Torres Riera (2016)
- Vadim Ivánovitx Utkin (2011) (enginyer)
- Jean Watson (2010) (professora d'Infermeria a la Universitat de Colorado)

## Font
- Llistat de doctors i doctores honoris causa a la web de la Universitat Rovira i Virgili